# Е-набавка
Е-набавка представља B2B куповину и продају робе, рада и услуга путем интернета, као и других информационих и мрежних система, као што су електронска размена података и планирање ресурса предузећа.
Упоредо са повећаном употребом е-набавке, јављају се и потребе за стандардизацијом. Тренутно постоји један глобално развијен отворени стандардни оквир изграђен на богатом темељу електронског пословног искуства. Састоји се од пет слојева – размене порука, регистра и спремишта, протокола за сарадњу, основних компоненти и пословних процеса.

## Историја
Фирма IBM га је први пут користила 2000. године, када је компанија лансирала свој систем и метод управљања допуном, који је дизајнирао мексички инжењер комуникација Даниел Делфин, који је тада био директор набавке у IBM-овој највећој производној фабрици, а програмирао Алберто Варио, ИТ програмер.
Систем је дизајниран да реши сложени IBM-ов процес набавке за фабрику у Гвадалахари у Мексику, тада највећој фабрици за производњу персоналних рачунара на свету, са производном вредношћу од 1,6 милијарди долара годишње. Три године након имплементације система, производња фабрике је порасла на 3,6 милијарди долара, након чега је компанија користила систем у својим секундарним производним погонима, а касније је продавала лиценце спољним компанијама широм света.
У Европској унији, е-набавке за јавни сектор су први пут уведене директивама 2004/17/EC и 2004/18/EC од 31. марта 2004. Ове директиве, које су накнадно ревидиране 2014. године.  Поставиле су оквир за транспарентност и једнаке могућности за јавне набавке укључујући обавезну употребу електронске комуникације за објављивање, стандардизацију процеса набавки, електронске процедуре за подношење тендера, поступање са приговорима итд. за све јавне набавке извршене у ЕУ изнад одређених прагова.

### Е-информисање
Е-информисање је процес који претходи куповини. То је процес прикупљања и дистрибуције информација о куповини од интерних и екстерних страна,као и ка интерним и екстерним странама, уз помоћ интернет технологије.  Дељење информација се односи на обим до којег се критичне и заштићене информације саопштавају нечијем партнеру у ланцу снабдевања. Ефикасност и високе перформансе ланца снабдевања. У размени информација, такође се узима у обзир квалитет информација. То укључује тачност, правовременост, адекватност и кредибилитет размењених информација.

### Е-тендер
Електронски тендер је процес за слање и примање понуда електронским путем. Уместо да убацујемо документе у коверту и постављамо их, акценат је на безбедном размењивању преко интернета.

### Е-аукција
Е-аукција је процес спровођења аукције за продају имовине, природних ресурса или других добара путем онлајн конкурентног лицитирања. У поређењу са физичком аукцијом, електронска аукција обезбеђује потпуну транспарентност и омогућава учешће већег броја страна.

### Управљање каталогом
Управљање каталогом је стратешки процес који почиње када добављачи електронски објављују свој портфолио производа и производи се стављају на располагање купцима како би набавили робу и услуге електронским путем, а појављује се док управља каталогом производа како би се осигурао квалитет података о производима преко продајних канала.

### Е-куповина
За разлику од е-тендера, е-набавка се користи у набавци добара и услуга мале вредности и великог обима. Он поједностављује процес куповине робе и услуга. За ову врсту набавке, каталози су једна од кључних компоненти која се често јавља. Кључне компоненте овог система су често сложене и стога је често потребан развој система. Процес почиње од објављивања артикала на мрежи од стране добављача, и наставља се до електронског одабира, наручивања, пријема и завршава се плаћањем од стране наручиоца.

### Е-фактурисање
Е-фактурисање подразумева метод којим се фактура електронски представља купцу за плаћање. У већим предузећима, одељења за обавезе према добављачима су одговорна за одобравање, обраду и плаћање рачуна.

### Е-управљање уговорима
Овај тип управљања се састоји од управљања потраживањима, исплатама, мирењу уговора, варијацијама уговора, хартијама од вредности извршења и активностима ревизије и контроле, а за разлику од свог класичног облика, е-управљање уговорима је његово електронско унапређење.

## Предности и недостаци

### Предности
Имплементација система е-набавке је корисна свим нивоима организације. Системи е-набавке нуде побољшану видљивост и контролу потрошње и помажу финансијским службеницима да упореде куповине са налозима за куповину и рачунима. Систем е-набавке такође управља тендерима преко веб сајта.
У случају државних набавки, користи могу бити ефикасност, транспарентност, правичност  и подстицање локалног пословања. Пошто е-набавка повећава конкуренцију, смањује трошкове трансакције и има потенцијал да минимизира време и грешке у процесу лицитирања, постиже се ефикасност. Због лакше доступности и отворености интернета, више људи може доћи до ажурнијих информација, што повећава транспарентност. Неутралност према локацији и времену осигурава једнакост и правичност.

### Недостаци
Пошто продавац добија више информација о купцу него у случају нормалне структуре управљања ланцем снабдевања, главни недостатак е-набавке може бити подстицај продавца да искористи купца.